# Belmesnil
Belmesnil település Franciaországban, Seine-Maritime megyében. Lakosainak száma 446 fő (2022. január 1.). Belmesnil Beauval-en-Caux, Criquetot-sur-Longueville, Gonneville-sur-Scie, Lamberville, Omonville és Saint-Mards községekkel határos.

## Népesség
A település népességének változása:
| Lakosok száma | 471  | 462  | 463  | 457  | 455  | 452  | 450  | 451  | 446  |
|               | 2013 | 2015 | 2016 | 2017 | 2018 | 2019 | 2020 | 2021 | 2022 |